# Benjamin Pseret
Benjamin Pseret (* 1980) ist ein kenianischer Marathonläufer.

## Leben
2003 siegte er bei der Maratonina dell’Epifania und beim Nizza-Halbmarathon. Im Jahr darauf wurde er Vierter beim Paris-Halbmarathon.
2006 wurde er Zweiter beim Barcelona-Marathon und Sechster beim Turin-Marathon. 2007 siegte er beim Treviso-Marathon und stellte auf dem wegen seines Gefälles nicht bestenlistentauglichen Kurs mit 2:10:18 h einen Streckenrekord auf. Im Herbst wurde er Siebter beim Venedig-Marathon.

## Persönliche Bestzeiten
- Halbmarathon: 1:01:52 h, 7. März 2004, Paris
- Marathon: 2:13:46 h, 26. März 2006, Barcelona